# Краснов Микола Петрович
Микола Петрович Краснов (5 грудня 1864, село Хонятіно, Глібівської волості Коломенського повіту — 8 грудня 1939 року, Белград) — академік архітектури, головний архітектор міста Ялта, автор проєкту Лівадійського палацу та багатьох важливих споруд міжвоєнної Сербії.

## Ранні роки
29 листопада 1864 року Микола був хрещений у Введенській церкві Новинського монастиря.
У 1876 році Микола став учнем Московського училища живопису, скульптури та архітектури. Припускають, що допоміг йому в цьому або С. М. Третьяков, або П. Й. Губонін. Курс архітектури викладали московські зодчі М. Биковський, П. Зиков та інші. В училищі провчився 10 років. У 1882 році Микола Краснов закінчує курс наук і переводиться до старшого, проєктного класу. У відділенні «зодчества» вивчали 30 спеціальних дисциплін та проходили великий курс загальноосвітніх предметів.
За перший свій проєкт, «Вогнетривкий театр», він у 1883 році був нагороджений Московським художнім товариством Малою срібною медаллю. Ця нагорода дозволяла звільнити Краснова від оплати навчання, яка становила 30 рублів на рік. У цей час він жив разом з матір'ю в Москві, у досить скрутних умовах. У конкурсі на Велику срібну медаль, проєкт «Великокняжий заміський будинок» зазнав невдачі через «неясності виконання». 1885 року він отримує Велику срібну медаль за проєкт «Гімназія». Це нагорода дозволяла отримати звання «класного художника 3-го ступеня, право самостійної роботи», а також особисте почесне громадянство, якщо художник належить до вищого стану, а якщо не належить, то отримати за 10 років за відміну у професійній діяльності. У жовтні 1885 закінчив училище.

## У Криму
З 1887 по 1899 роки — головний архітектор Ялти. Призначений на посаду у 24-річному віці. На посаді він пропрацював 12 років, з 1889 по 1911 роки займався приватною практикою.

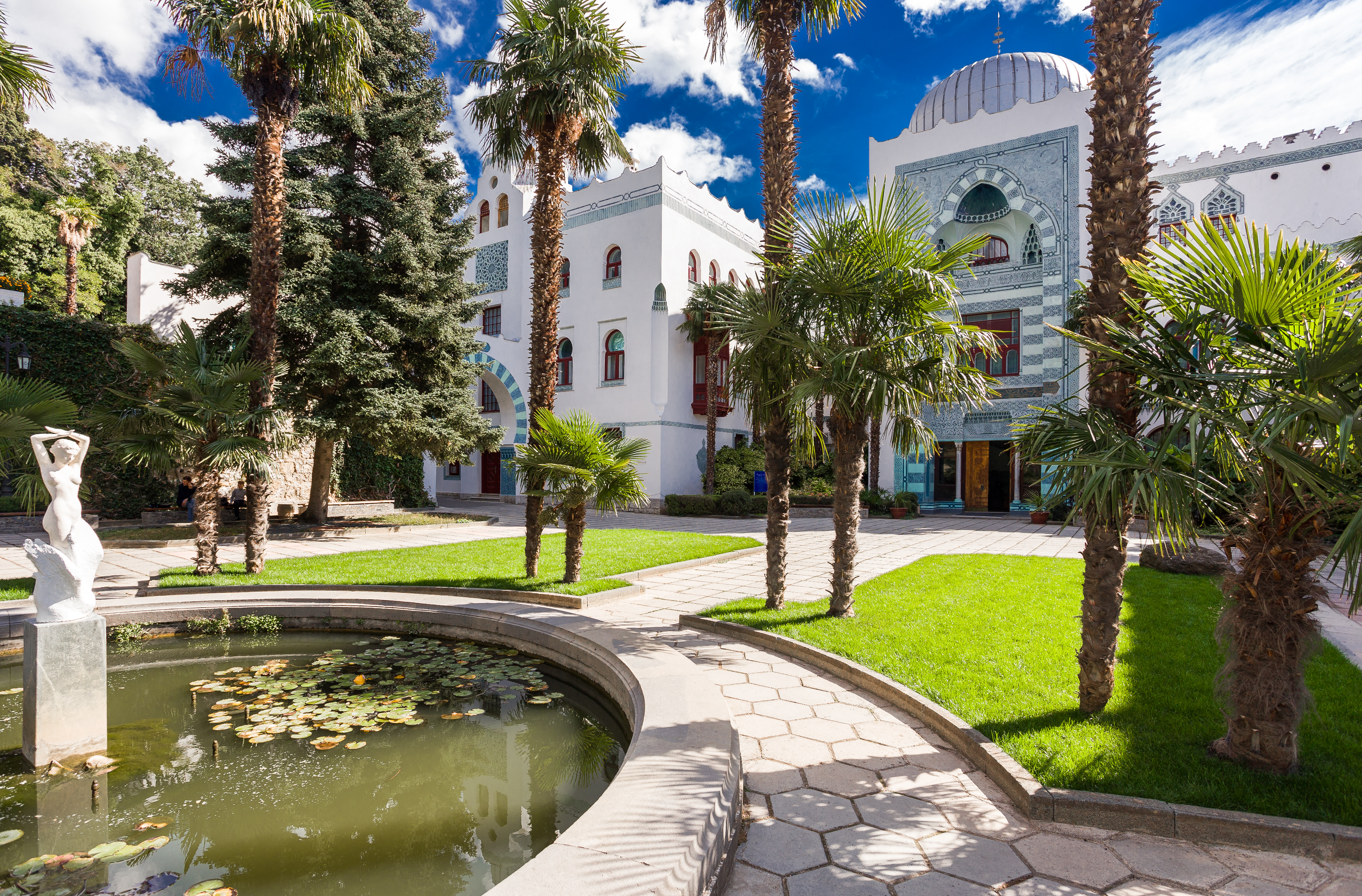
Палацовий комплекс «Дюльбер»

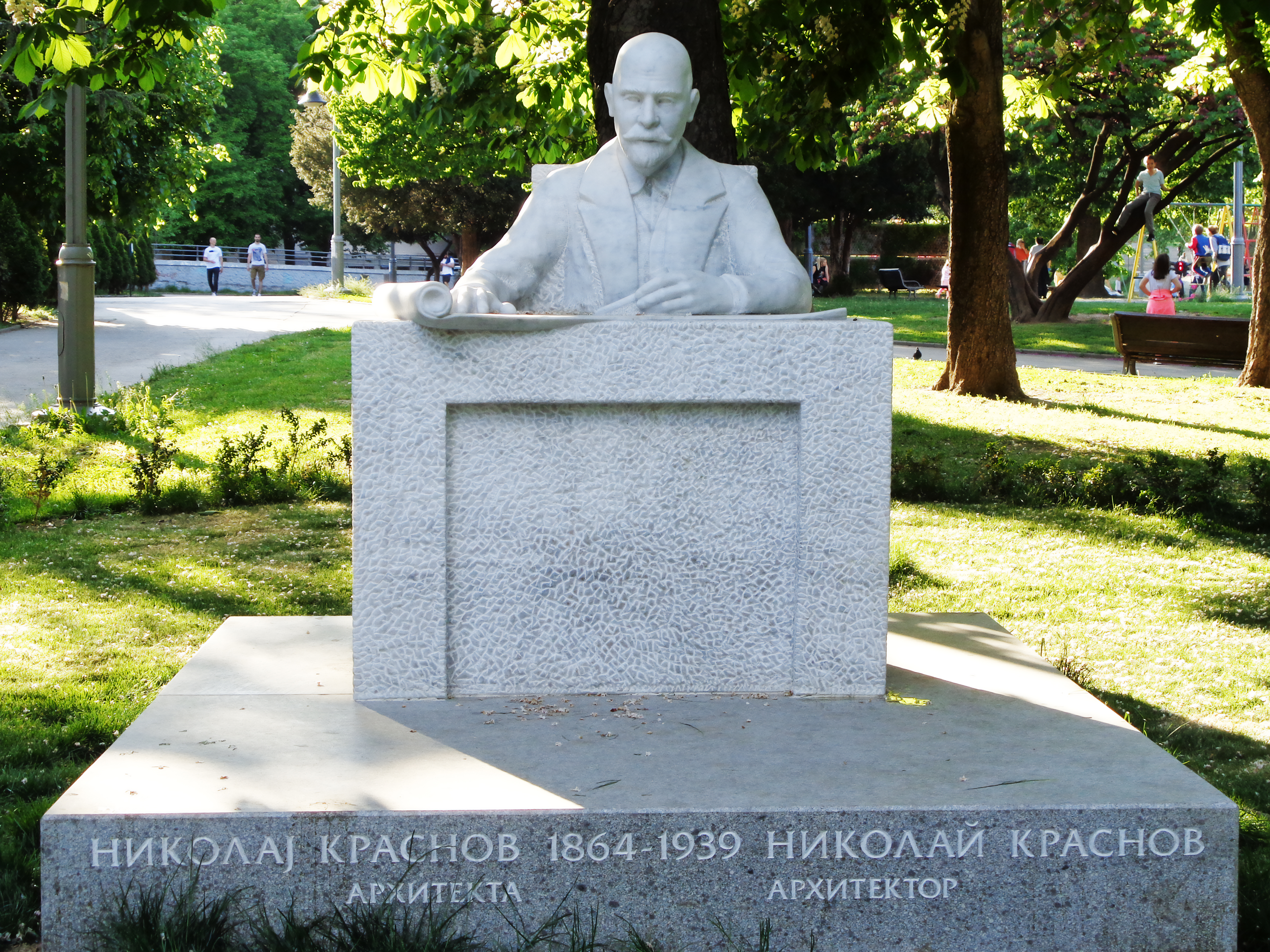
Белград

У 1887 році переїздить до Ялти, 31 жовтня 1887 року Міська Дума затвердила прохання Миколи Краснова на посаді міського архітектора з правами державної служби, окладом 900 рублів на рік. На молодого архітектора була покладена відповідальність за вирішення широкого кола питань, пов'язаних зі стрімким розвитком Ялти як загальноросійського міста-курорту.
Архітектор Микола Краснов починає свою роботу з розширення набережної, яка стала головною вулицею Ялти. У 1889 році він приступив до розробки нового плану розвитку міста. Його зусиллями була споруджена міська каналізація, здійснене прокладання нових вулиць, перейменування старих. Він лімітував ширину вулиць і висоту будівель, усунув хаотичність забудови в місті, побудував гімназію, дитячу лікарню, упорядкував Пушкінський бульвар, укріпив береги Учан-Су підпірною стінкою з кам'яним парапетом, побудував два залізобетонні мости, реконструював порт.
В особисто складеному Красновим в 1913 році для Санкт-Петербурзької Академії мистецтв списку робіт, виконаних за власними проєктами, Краснов вказує понад 60 значних будівель в Криму, велика частина яких — палаци, вілли, маєтки.

### Об'єкти, які спроєктував Микола Краснов у Криму

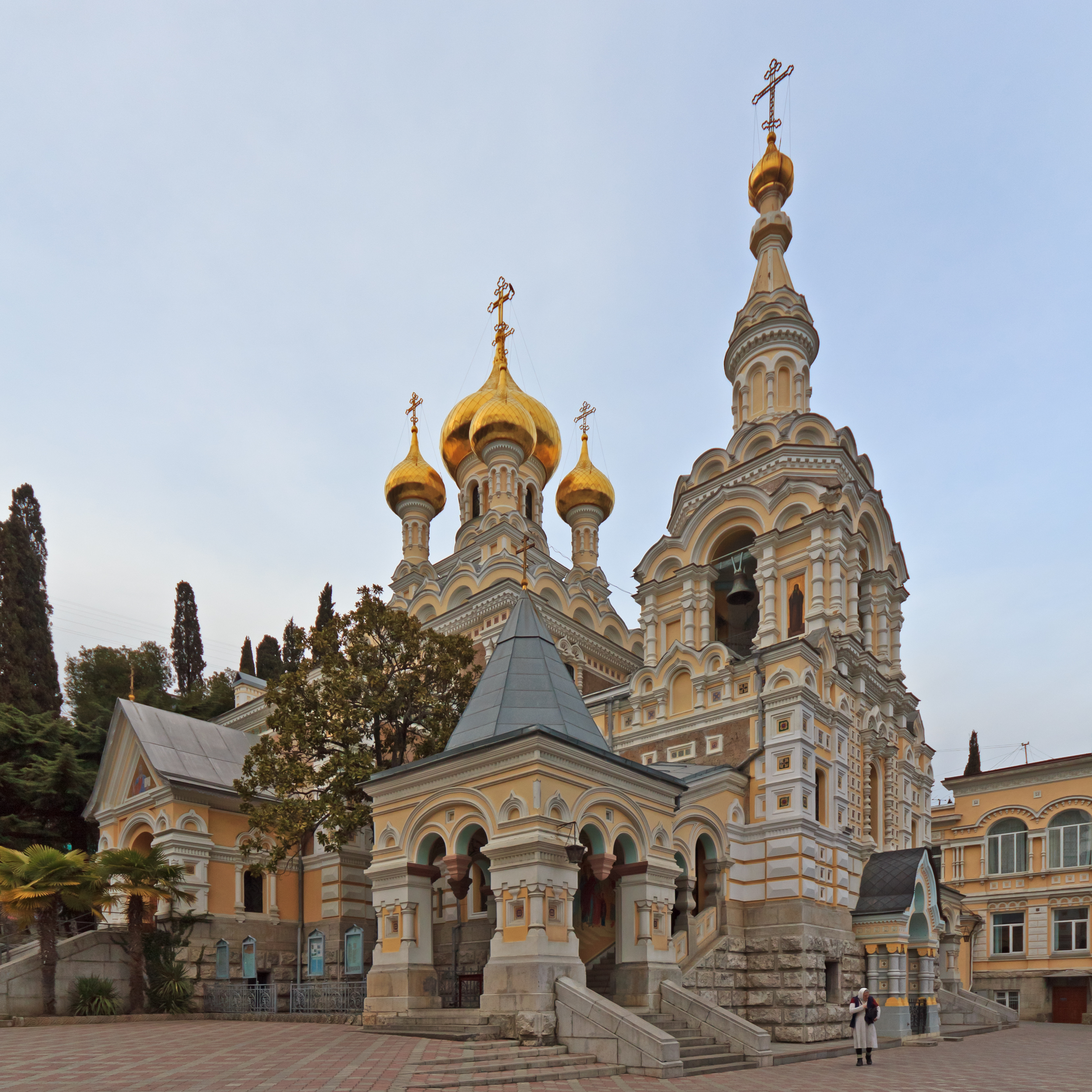
Собор Олександра Невського

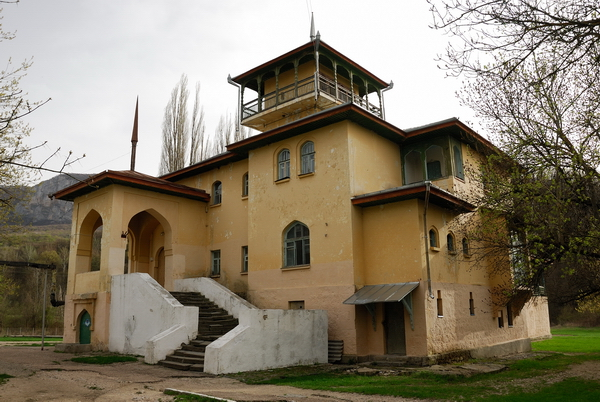
Мисливський будинок Юсупова

- Ялтинський Собор Олександра Невського, за проєктом архітектора Л. І. Шаповалова — куратор споруди, автор інтер'єрів та іконостасу.
- Церква святої Ніни в Ялті.
- Проєкт реставрації Бахчисарайського палацу.
- Власний маєток (1903 рік) на Миколаївській вулиці в Ялті[2].
- Маєток кн. Н. А. Барятинської в її маєтку «Сельбілляр» (нині санаторій ім. Кірова) і створений єдиний садибний комплекс — двоповерховий будинок у стилі італійського Ренесансу на 14 кімнат з двома флігелями, парк, плодовий сад з виноградником, господарські будівлі (будівництво з 1892 по 1894 роки).
- Палац «Дюльбер» в Місхорі в мавританському стилі для великого князя Петра Миколайовича, двоюрідного дядька Миколи II.
- Дача Я. П. Семенова в Сімеїзі в стилі англійського модерну.
- Вілла «Ксенія» у стилі так званого північного модерну.
- Будинок купця Є. О. Майтопа на Пушкінському бульварі в Ялті, у стилі «віденського сецесіону».
- Будинок вчителя І. Н. Загордана на Дворянській вулиці в Ялті, у стилі віденського «сецесіону».
- Костел в готичному стилі (потім у ньому розміщувався краєзнавчий музей, нині повернуто парафіянам).
- Палац у маєтку Харакс (санаторій «Дніпро») у стилі швейцарського шале (тип сільського будинку, будувався 1905—1907[3]).
- Дача купця М. Д. Стахєєва.
- Юсуповський палац у Кореїзі.
- Мисливський будинок Юсупова в селі Коккоз (нині Соколине, 1910).
- Дача «Мурад-Авур» Н. Н. Комстадіуса в Місхорі.
- Закінчив будівництво будівлі банку Товариства взаємного кредиту в Сімферополі (1914—1915).
- Вілла «Вікторія» в Феодосії (1914—1915).
- Дача Н. С. Свіягіна в Сімеїзі (1914—1915).
- Санаторій імені Імператриці Олександри Федорівни «для видужуючих та перевтомлених», Масандра, побудований в 1915—1916 роках. За цю будівлю 9 лютого 1917 року архітектор був удостоєний титулу дійсного статського радника.
- Курорт Суук Су в Гурзуфі.

### Лівадійський палац

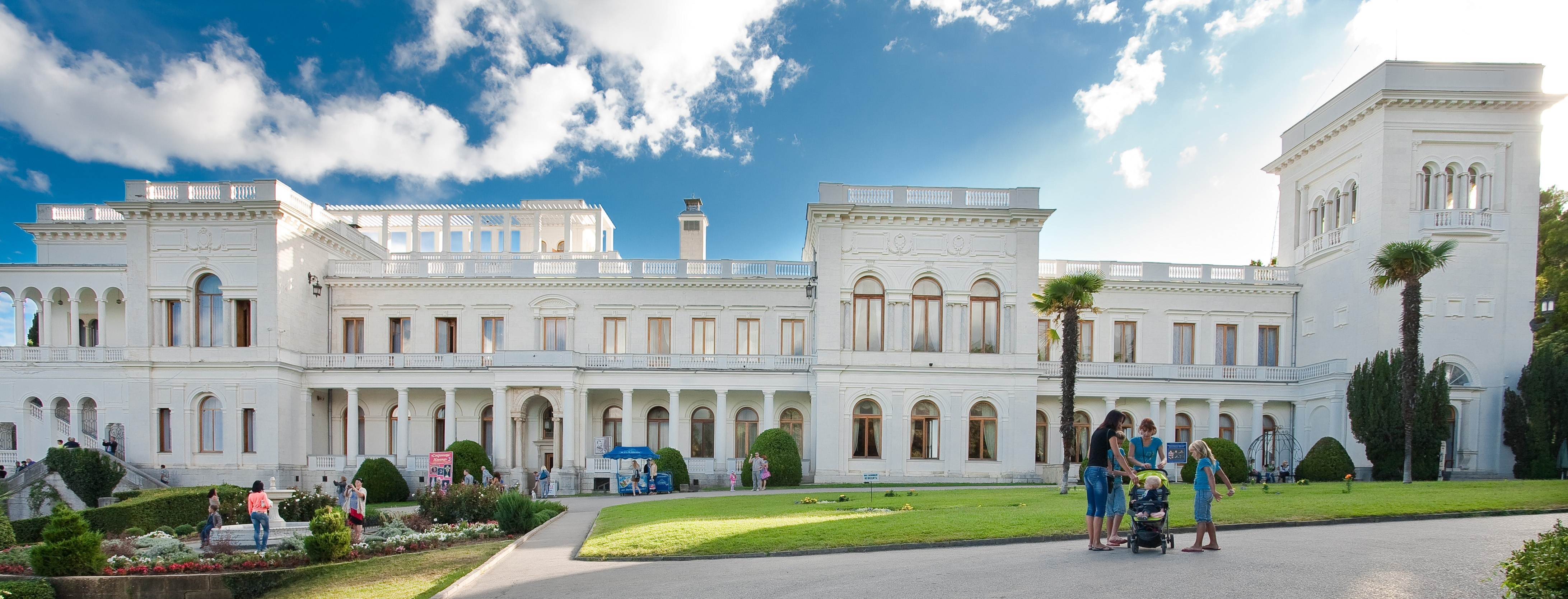
Лівадійський палацовий комплекс

Лівадійський палац (1909—1911) — найвідоміша споруда архітектора. Ансамбль палацу побудований за особистим замовленням імператора Миколи II.

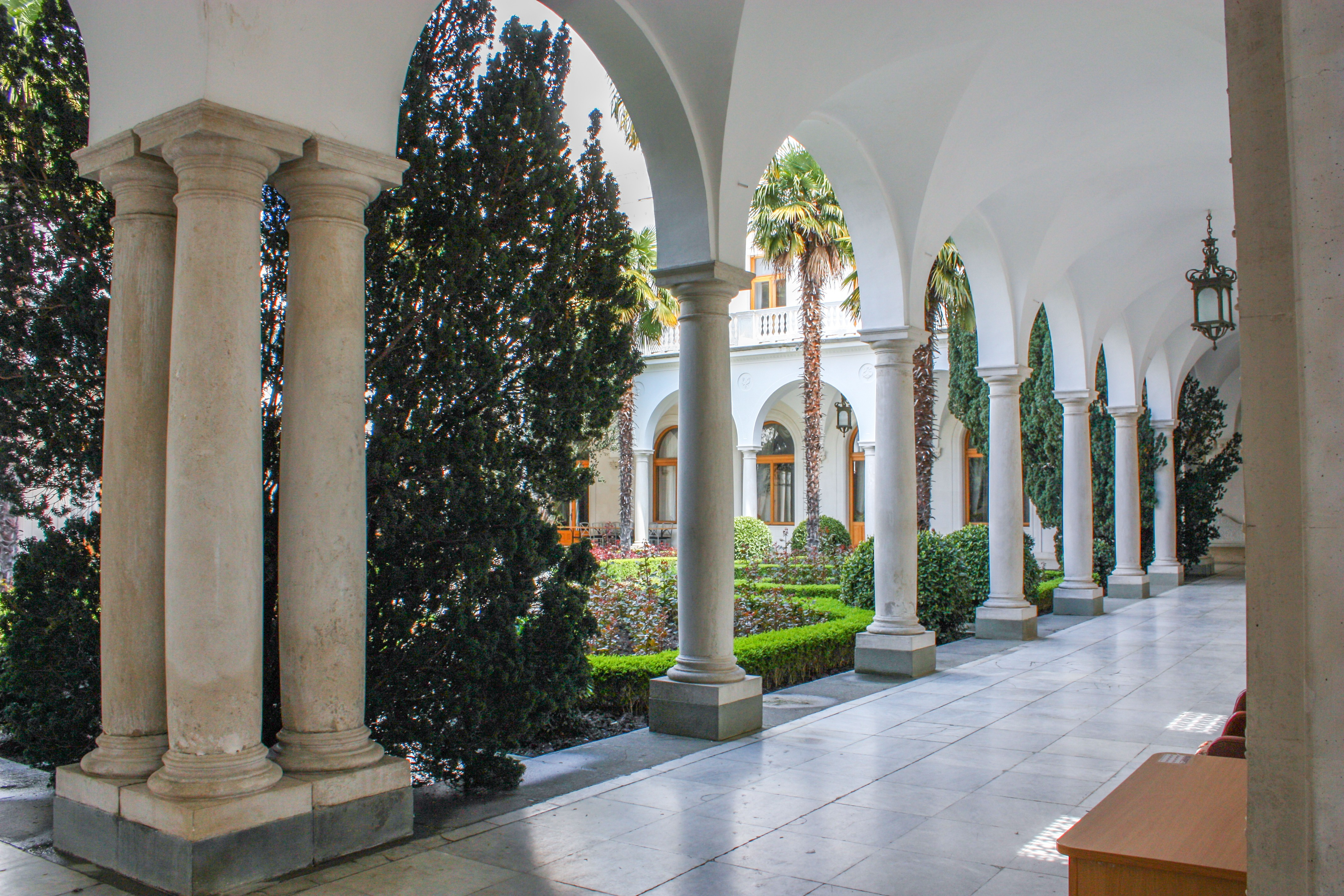
Італійський дворик Лівадії

Будівництво фундаменту почалося 23 квітня 1910 року, але роботу над проєктом Микола Краснов вів з осені 1909 року, незважаючи на труднощі будівництва, негоду, морозну зиму, снігопади — 20 вересня 1911 року в Лівадії святкували новосілля.
Палац збудований у стилі італійського Ренесансу, цей стиль в дореволюційному мистецтвознавстві іменувався «ніжним». Палацовий комплекс, парк, будівлі прикрашені різьбленням по мармуру, скульптури, інтер'єри кімнат, парадні зали — були створені за 17 місяців. Офіційна здача і освячення палацу відбулася 14 вересня 1911 року. Архітектор «догодив усім, навіть покоївкам». При створенні Лівадійського палацу Краснов проявив неабиякі інженерні здібності. Збереглися архіви будівельних робіт.
Учасники будівництва маєтку «Лівадія» були відзначені Міністерством Імператорського Двору за високий рівень виконання царського замовлення. Найбільше вшановували, як висловився Микола II, самого «винуватця торжества» — архітектора Краснова.
Звання, нагороди, почесні призначення пішли одне за іншим. 5 жовтня 1911 року Краснов став Архітектором Найвищого Двору і отримав орден Св. Володимира 4-го ступеня, 6 грудня того ж року зарахований до Головного Управління Уділів з обов'язками «технічного спостереження за всіма будівельними та меблево- шпалерними роботами в палацах і прилеглих будівлях», які планувалися до зведення в наступні роки у Лівадії. У жовтні 1913 року ялтинський зодчий обирається Петербурзькою Академією мистецтв академіком і затверджується в чині надвірного радника.

## Еміграція
1919 року разом із дружиною Анною Михайлівною і дочкою емігрував на пароплаві «Бермудіан» у Константинополь. Анкета Краснова, який емігрував на Мальту з Росії у 1920 році:
|  | Прибув з Криму на пароплаві «Бермудіан» в травні 1919 року з дружиною Ганною Михайлівною 55 років, двома дочками — Ольгою та Вірою Миколаївною 30 і 24 років, зятем Хорватом Леонідом Володимировичем 29 років і онуком Володимиром 6 років. Постійне місце проживання — м. Ялта Таврійської губернії. У Росії залишилися папери та акції у банку в Москві; матеріальне становище — коштів немає; яку роботу бажає отримати — за фахом; куди хоче їхати і коли — до Криму, коли буде спокійно. Адреса: Мальта, біженський будинок. Дата заповнення: 25 червня 1920. Оригінальний текст (рос.) Прибыл из Крыма на пароходе "Бермудиан" в мае 1919 года с женой Анной Михайловной 55 лет, двумя дочерьми - Ольгой и Верой Николаевнами 30 и 24 лет, зятем Хорватом Леонидом Владимировичем 29 лет и внуком Владимиром 6 лет. Постоянное место жительства - г. Ялта Таврической губернии. В России остались бумаги и акции в банке в Москве; материальное положение - средств нет; какой труд желает получить - по специальности; куда хочет ехать и когда - в Крым, когда будет спокойно. Адрес: Мальта, беженский дом. Дата заполнения: 25 июня 1920 г. |

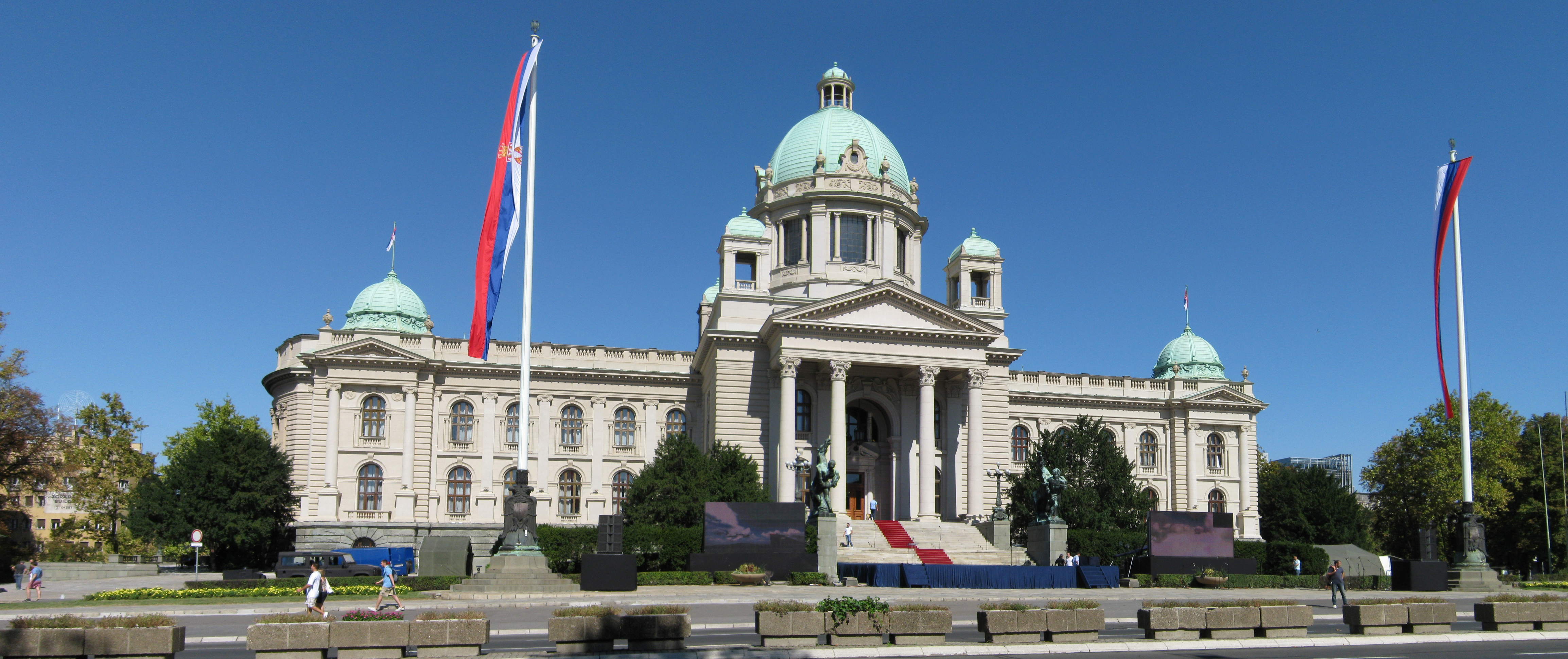
Народна скупштина

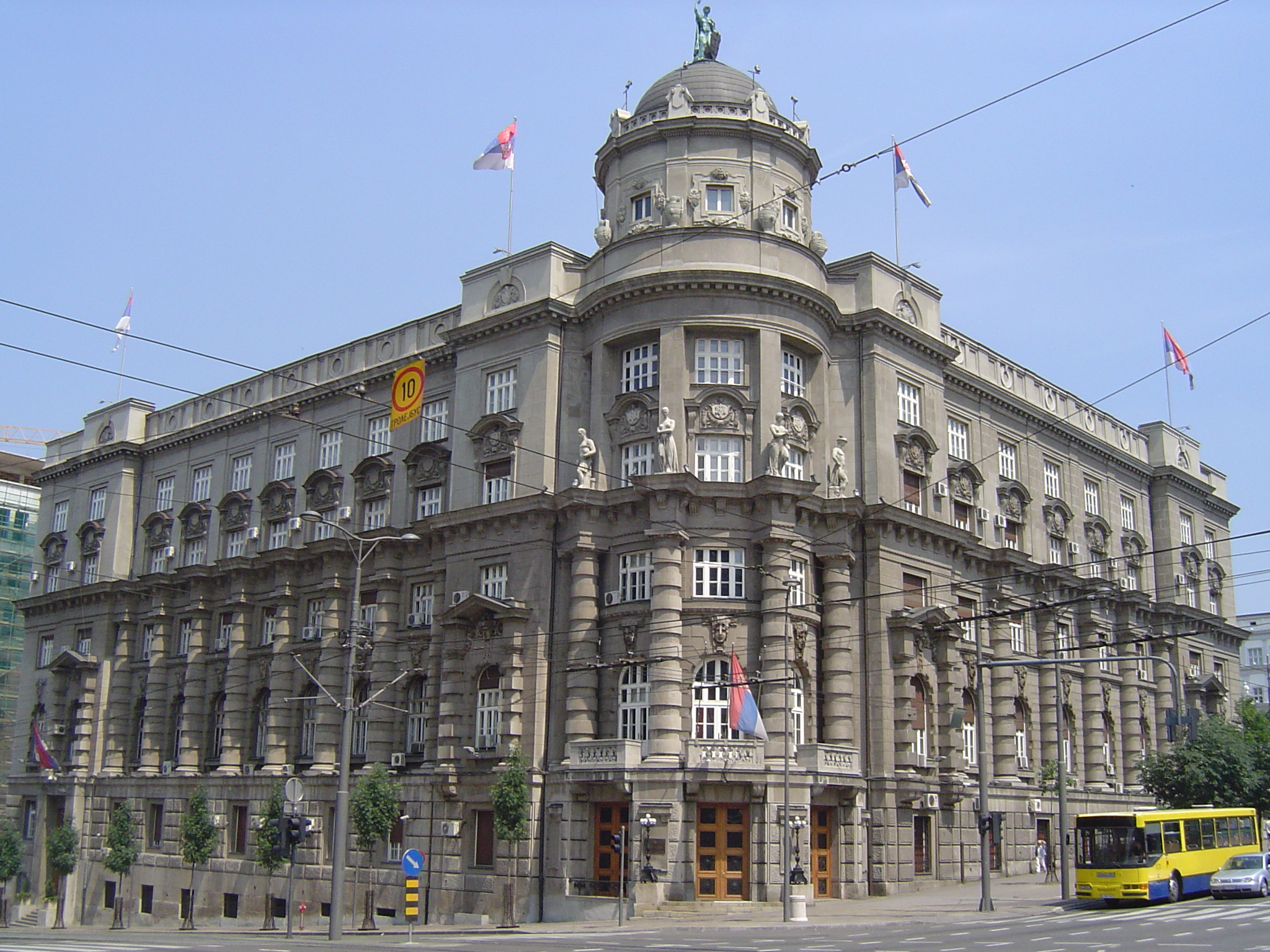
Будинок Уряду Сербії

У 1920—1922 роках проживав з сім'єю на Мальті.
З 1922 року — в Белграді. Краснов влаштувався до Міністерства будівництва Королівства СХС, де став інспектором Архітектурного відділення, в якому 17 років, до самої смерті у 1939 році керував проєктною групою у відділі монументальних будівель. Хоча справжнім його ім'ям було Микола, на знак подяки новій вітчизні на всіх проєктах він підписувався як Нікола. Нікола Краснов залишив після себе значний слід в архітектурі Белграда.
Похований у російському секторі белградського Нового кладовища. Могила архітектора знаходиться біля пам'ятника імператору Миколі II, колишньому замовнику його архітектурних творів.

### Об'єкти, які спроєктував Микола Краснов у Сербії
- Оформлення резиденцій правлячої королівської сім'ї Карагеоргієвичів в Белграді, зокрема, палацу Дєдінье; розробив інтер'єр Старого Двору, створений в стилі московського Кремля.
- Сімейна меморіальна церква династії Карагеоргієвичів на Опленці;
- Участь у проєктуванні і будівництві Народної скупщини (парламенту) в Белграді — фасад, частина інтер'єрів (будівля закладена у 1907 році, закінчена в 1936 році); парк біля палацу і огорожа;
- Нинішній будинок Уряду Сербії (тоді Міністерство Фінансів), побудований у 1926—1928 роках і добудований в 1938 році, також за проєктом Краснова;
- Будівля Міністерства Закордонних Справ (у той час — Міністерство лісу і рудників) — збудовано в 1926—1929 роках. Одна з найбільших будівель міста першої половини XX століття;
- Будівля Державного архіву (Белград);
- Реконструкція мавзолею Петра II Негош-Петровича (Негошева каплиця) на горі Ловчен у Чорногорії;
- Сербське військове кладовище в Салоніках (Союзні кладовища Зейтенлік);
- Сербське військове кладовище на острівці Відо, грецький порт Керкіра.